# کونویاسا
کونویاسا (به اسپانیایی: Conviasa) (مخفف Consorcio Venezolano de Industrias Aeronáuticas y Servicios Aéreos, S.A. , "Venezuelan Consortium of Aeronautics Industries and Air Services") یک شرکت هواپیمایی ونزوئلایی است که دفتر مرکزی آن در در مایکتیا، ونزوئلا، در نزدیکی کاراکاس قرار دارد و قطب آن فرودگاه بین‌المللی سیمون بولیوار است. کونویاسا بزرگترین شرکت هواپیمایی و حامل پرچم ونزوئلا است که پروازهای داخلی و بین‌المللی به مقصد کشورهای کارائیب و آمریکای جنوبی را انجام می‌دهد.

## مقصدهای پروازی

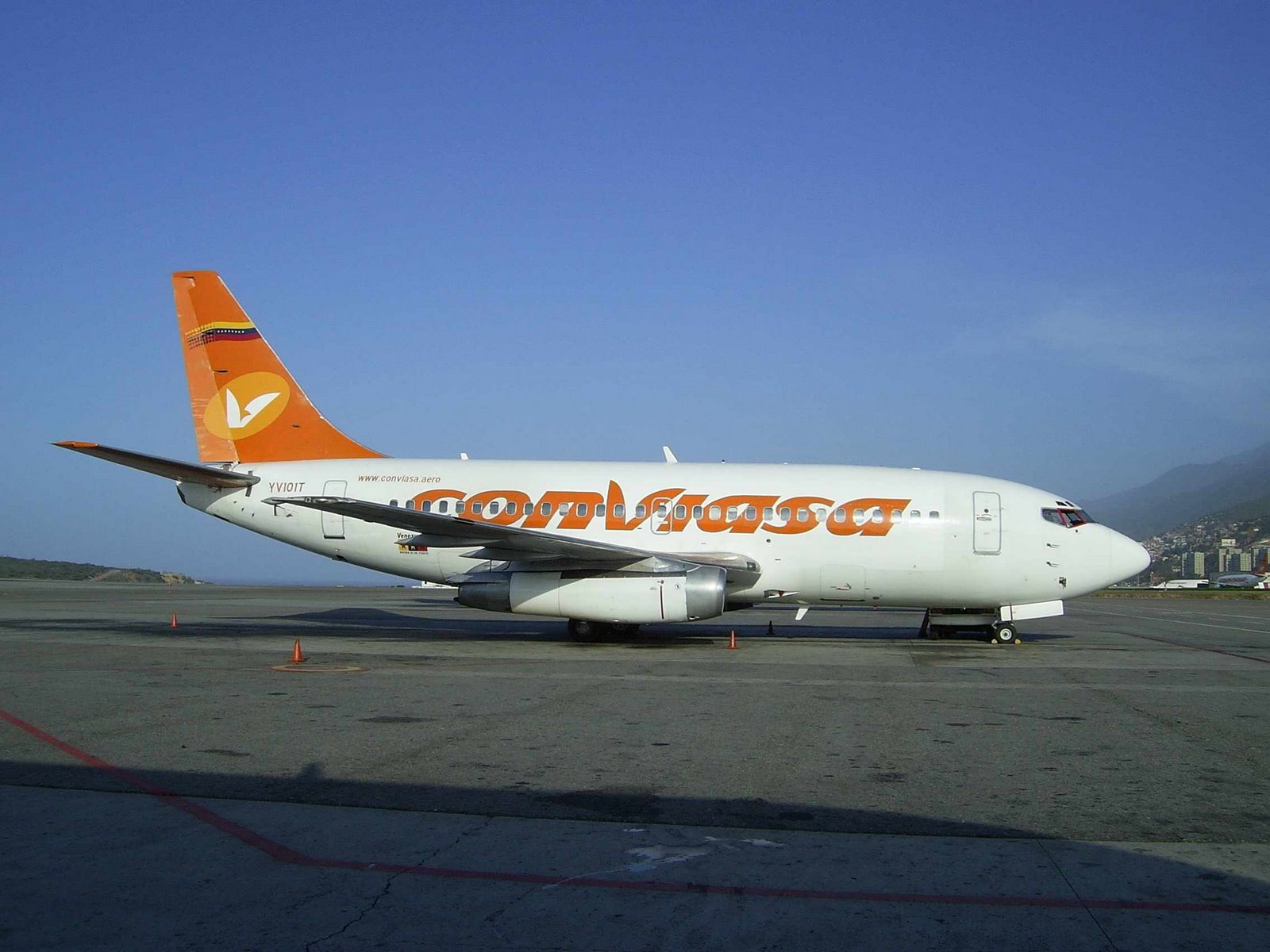
یک فروند بوئینگ ۷۳۷–۲۰۰ که پیش‌تر در ناوگان کونویاسا بود.

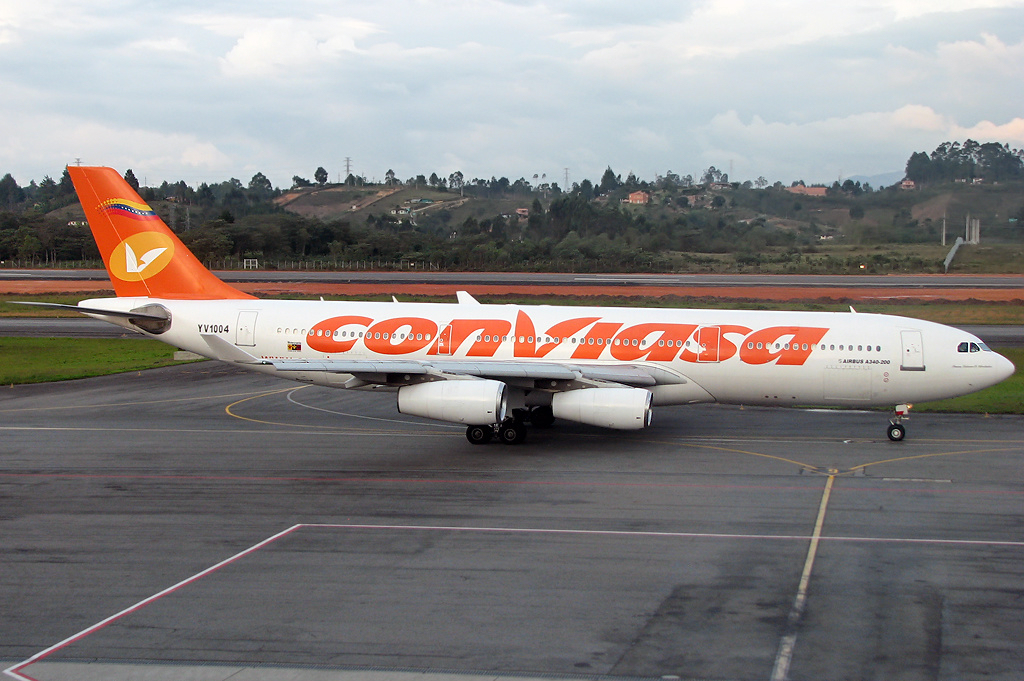
یک فروند ایرباس ای۳۴۰–۲۰۰ که پیش‌تر در ناوگان کونویاسا بود.

### آمریکا
- آرژانتین
  - بوئنوس آیرس - فرودگاه بین‌المللی مینیسترو پیستارینی (تعلیق‌شده)[۳]
- برزیل
  - مانائوس - فرودگاه بین‌المللی ادواردو گومز (تعلیق‌شده)[۳]
- کلمبیا
  - بوگوتا - فرودگاه بین‌المللی ال دورادو (تعلیق‌شده)[۳]
- کوبا
  - هاوانا - فرودگاه بین‌المللی خوزه مارتی (تعلیق‌شده)[۳]
- گرنادا
  - سینت‌جورجس - فرودگاه بین‌المللی ماریس بیشاپ (تعلیق‌شده)[۳]
- پاناما
  - پاناماسیتی - فرودگاه بین‌المللی توکومن (تعلیق‌شده)[۳]
- ترینیداد و توباگو
  - پرت آو اسپاین - فرودگاه بین‌المللی پیارکو (تعلیق‌شده)[۳]
- ونزوئلا
  - باریناس - فرودگاه باریناس
  - بارکیسیمتو - فرودگاه بین‌المللی خاسینتو لارا
  - کاراکاس - فرودگاه بین‌المللی سیمون بولیوار قطب
  - سانتا آنا دکورو - فرودگاه خوزه لئوناردو چیرینو
  - کومانا - فرودگاه انتونیو ژوره دسوکره
  - شهر البرتو ادریانی، مریدا - فرودگاه خوآن پابلو پرس آلفونسو
  - La Fria - فرودگاه لا فریا
  - Paraguaná Peninsula - فرودگاه بین‌المللی خوزفا کامخو
  - ماراکایبو - فرودگاه بین‌المللی لا چینیتا
  - Maturín - فرودگاه بین‌المللی خوزه تادئو مناگاس
  - Porlamar - فرودگاه بین‌المللی دل کریبی سانتیاگو «مارینو»
  - Puerto Ayacucho - فرودگاه کسیک آرامار
  - Puerto Ordaz - فرودگاه منیول کارلووس پیار گوایانا
  - سان‌فرناندو د آپوره - فرودگاه لاس فله چراس
  - San Tomé, Venezuela - فرودگاه سن تومه
  - Santo Domingo - فرودگاه میر بوینونتورا ویواس

- ایران
  - تهران - فرودگاه بین المللی امام خمینی

## ناوگان هوایی

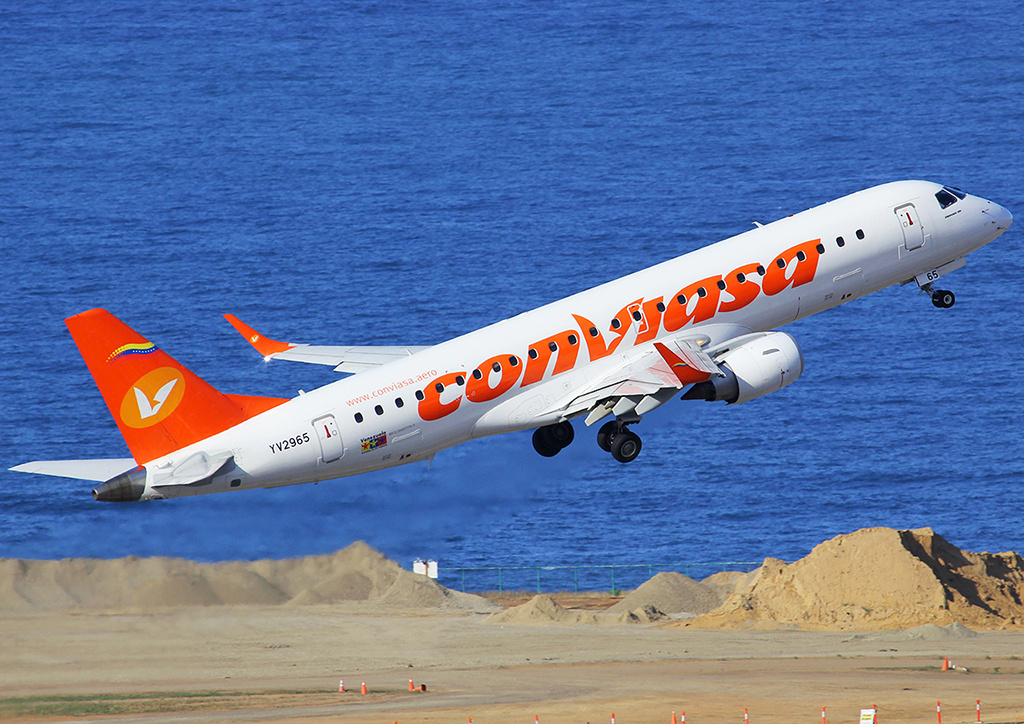
یک فروند امبرائر ۱۹۰ متعلق به کونویاسا.

ناوگان هوایی کونویاسا در سال ۲۰۲۵ میلادی به شرح زیر است: